# ナポレオン (コンピュータゲーム)
『ナポレオン』（仏題: L'Aigle de guerre）は元気が開発し任天堂が発売したゲームボーイアドバンス（GBA）用リアルタイムストラテジーゲーム。GBAのローンチタイトルの一つで、2001年3月21日に発売された。
携帯電話とGBAを接続する「モバイルシステムGB」に対応（現在はサービス終了）。

## 概要
プレイヤーは18世紀のフランスの軍人であるナポレオン・ボナパルトとなって仲間を率い、暗躍する蝋人形師マダム・タソーの撃破を目指すことになる。「携帯ゲーム初のリアルタイムウォーゲーム」と称している。
ストーリーは史実を大胆にアレンジしたもので、「ナポレオンを題材としたファンタジーゲーム」というべき内容である。例えば敵軍にはウェリントン、ネルソン提督ら史実でナポレオンと戦った人物のほかジャンヌ・ダルクなどフランス革命以前の人物も登場し、魔物なども出現する。フランス軍もナポレオン本人が非常に英雄的な人物に描かれ、架空の指揮官や史実と異なり女性として描かれた指揮官が登場する。また、史実上でナポレオンと出会っている蝋人形作家マダム・タソー（マリー・タッソー）の人物像も大きく異なる。
ゲーム内のBGMには、フランス国歌（ラ・マルセイエーズ）のアレンジ曲が多く用いられている。

## システム
プレイヤーは馬、もしくは船に乗ったナポレオンを操作する。ナポレオン自身には戦闘能力は存在しないが、以下の命令を出しながら勝利を目指す。気合入れ、集合のコマンド使用時には「SP」と呼ばれる数値を消費するが、時間が経てば回復する。
招集フランス軍の拠点・占領した街で兵士を雇う。ステージごとに招集可能な兵士の種類・数の上限は異なる。
命令ナポレオンを指揮官または兵士に重ねて実行。1体の敵を集中攻撃する場合や、特定の場所へ移動する際に使用。
回復ナポレオンを指揮官または兵士に重ねてBボタンを連打すると、体力が回復する。ナポレオン自身の体力は、ステージ上のアイテムを取るか指揮官・スーシェのスキルを使うかのどちらかで回復する。
気合入れナポレオンの周辺にいる部隊の士気を向上させ、攻撃速度を高める。SP消費。
集合Lボタンで「シューゴー」命令を出し、ナポレオンの周辺にいる部隊を集結させる。
このゲームでは、兵士と指揮官を敵に向けて移動させると自発的に戦闘を開始する。指揮官は兵士と陣形を組むことができ、それにより兵士と指揮官の連帯行動になり、兵士の能力もアップする。マップ上には基地・本拠地などの建築物があり、敵の基地（本拠地ではない）と中立基地（敵が先に占領すると資金はもらえない）を占領することで新たなユニットを召集するための資金が調達出来る。
基本的には、ステージ上の敵本拠地を占領すれば勝利となる（ステージによってほかの勝利条件も存在する）。
クリア後は出撃した指揮官に対して「ほうび」を与え、この「ほうび」が一定値に達すると指揮官のレベルが上昇するが「ほうび」の分配の仕方によって指揮官の「やる気」が上下する。また、ステージクリアごとに「いだてんのてっぺき司令官」（スピード攻略・犠牲者0の場合）のような「称号」が与えられるが、ゲームの進行に影響は無い。称号は複数の単語の組み合わせであるため、その種類は万単位で存在する。

## 指揮官
アレッサンドロ・インザーギ
第1話から登場。架空の人物。性格は熱血漢。ナポレオンとは士官学校時代からの旧知の仲で、革命を逃れた貴族による反乱を鎮圧すべくヴァンデ地方にナポレオンと共に派遣される（史実では、ナポレオンはヴァンデの反乱の鎮圧ではなくトゥーロン攻囲戦に参加している）。平均的能力を持ち、スキル「ガッツをいれる」でSPを早く回復させることが可能。
ジャン・ランヌ
第4話から登場。実在の人物。ガスコーニュ訛りで知られた人物でもあったが、本作では大阪弁を喋る。体力のステータスが高く、スキル「能力上昇」は指揮下にある兵士の能力をアップする。編成を組める部隊数は初めから多いが、移動速度が低い。ゲーム前半は他の指揮官よりも使いにくいが、後半登場するガーゴイル・ゴーレムといったモンスターと陣形が組める唯一の指揮官である。史実のランヌはナポレオンが友として接した名将で、その人間離れした勇気は伝説の勇者に例えられた。戦闘中砲弾を足に浴びて戦死したが、その死に際しナポレオンは遺体を抱きしめて嘆き悲しんだという。
ジョアシャン・ミュラ
第5話から登場。実在の人物。移動速度が高い。スキル「資金調達」はどこからともなく軍資金を調達する。史実のミュラは優秀な騎兵であり、騎兵の指揮にも優れた当代一の色男で、ナポレオンの妹と結婚してナポリ王になったが、騎兵指揮官としての能力以外は無能と呼んでもいい人物で、後に没落しかけた義兄を裏切っている。
ジヌディーヌ・オージュロー
第8話から登場。実在の人物であるピエール・オージュローがモデルで、姓は同じだが名前は史実と異なる。陣形が組みにくいが、単騎での戦闘力は非常に高い。「クリティカルヒット」はほとんどの敵を一撃で倒せる。史実のオージュローは前線での戦闘指揮に長けた人物である。
シャルロット・スーシェ
第8話から登場。実在の人物であるルイ＝ガブリエル・スーシェがモデルだが、本作では女性（史実では男性）。フランス革命のときに恋人を亡くしてしまった過去を持つ。スキル「いやしの手」はナポレオンの体力を回復する数少ない手段だが、平均的ステータスが低い。史実のスーシェは占領地域の統治にも長けた優秀な人物で、ナポレオンに「麾下最良の元帥」とまで言わしめた攻守ともに巧みな名将であった。
ルイ＝ニコラ・ダヴー
プロローグより登場。指揮官としての参加は第12話から。実在の人物。ナポレオンの士官学校時代の教官で、移動以外のステータスに優れる。士官学校では鬼教官とも言われるほど恐れられていたが、頼もしさもあった。スキル「気合を入れる」は自動的に部隊の士気を高める。なお、ダヴーは史実においても極めて有能な指揮官であったが、ナポレオンの師ではなく一期後輩である。

## ユニット
歩兵近～中距離を攻撃可能なユニット。資金は非常に安価だが、攻撃力・体力共に乏しい。陸上戦において本拠地や中立基地を占領できるのはこのユニットと装甲兵のみ。
装甲兵歩兵の上位ユニット。体力が格段にアップしている。ただし攻撃はできないため、専ら基地占領専門のユニットである。召集資金は歩兵の4倍以上。
騎兵敵に接近して攻撃するタイプのユニット。攻撃力は中程度だが、射程が短いため移動している敵には攻撃が当たらないことがある。
重騎兵騎兵の上位ユニット。近接する全ての敵に攻撃が可能。
砲台中～遠距離を攻撃可能なユニット。召集資金は高め。攻撃力が高く、複数の敵に対して攻撃が可能。ただし移動速度が遅く、敵に接近された場合対処できない。
重砲台砲台の上位ユニット。より遠距離への砲撃が可能となり、攻撃力も増している。
巨大砲台基地から召集することはできないが、あらかじめマップ上に用意された建設台に工作兵を使って建設することで使用可能になるユニット。巨大な砲弾をマップの指定した場所へ砲撃し、広範囲を攻撃する。砲撃には一定の時間がかかるが、その威力は全ユニット中トップで、誤ってナポレオンが巻き込まれた場合一撃で死亡する。
応援団攻撃力を持たない支援ユニット。陣形に組まれていれば、自分以外のユニットの体力を自動的に回復する。応援団自身の体力は非常に低い。
工作兵巨大砲台と橋を建設するためのユニット。攻撃力は持たない。4体で1基の巨大砲台を完成させることができる。応援団と同じく体力は非常に低い。
占領船海戦に登場する海上ユニット。歩兵同様基地の占領が可能である。攻撃は騎兵と同じく近接した敵に対してのみ。
攻撃船海戦に登場する海上の重砲台的ユニット。移動速度はそこそこあるが、近距離は攻撃できないので占領船の接近に弱い。
ガーゴイル召集速度、移動速度に優れるモンスターユニット。近～中距離への攻撃が可能。攻撃力は低いが即召集できる。ランヌとのみ陣形を組むことができる。
ゴーレム巨大砲台を除けば最大の攻撃力を持つモンスターユニット。ただし近接した敵にしか攻撃できない。また、移動速度が極端に遅い。